# Jakob van Hoogstraten
Jakob van Hoogstraten (* um 1460 in Hoogstraten in Brabant; † 21. Januar 1527 in Köln) war ein päpstlicher Inquisitor zur Zeit der Reformation.

## Werdegang
Hoogstraten studierte in Löwen Artes liberales und trat dann in Köln in den Dominikanerorden ein. 1496 wurde er zum Priester geweiht. 1504 schloss er seine Studien in Köln als Doktor der Theologie ab. 1507 wurde er erster Regens der Generalstudien seines Ordens in Köln, dann Prior des dortigen Konvents. Als Regens war er zugleich Professor der Theologie an der Universitas Studii Coloniensis. Als Prior (1508) war er zugleich päpstlicher Richter für die Erzbistümer Köln, Mainz und Trier. 
Eine seiner ersten Streitschriften befasste sich mit den Werken des in Köln lehrenden Juristen Petrus von Ravenna.
Als Inquisitor verfolgte er Johannes Reuchlin wegen dessen den Juden gegenüber freundlichen Schriften. 1514 ordnete er die öffentliche Bücherverbrennung von Reuchlins Schrift Augenspiegel an. Als Reuchlin daraufhin an Papst Leo X. appellierte, wurde Hoogstraten nach einem theologischen Gutachten des Speyerer Domdekans Thomas Truchseß von Wetzhausen († 1523) abgewiesen und musste die Prozesskosten tragen (1516). Vom Ordenskapitel wurde er daraufhin seines Postens als Inquisitor enthoben, 1520 vom Papst aber erneut eingesetzt. 
Hoogstraten musste einigen zeitgenössischen Spott ertragen, so etwa in den Epistolae obscurorum virorum. Er selbst schrieb mehrere Streitschriften gegen Martin Luther, eine Sammlung erschien 1526.

## Werke
- Ad reverendissimum ... Philippum sancte ecclesie Coloniensis arch. epm. tractatus magistralis declarans & graviter peccent quaerentes auxilium a maleficis. Martinus de Werdena, Colonia [= Köln] 1510 (Digitalisierte Ausgabe der Universitäts- und Landesbibliothek Düsseldorf)